# 易延友
易延友，中华人民共和国学者、教授。
2001年8月-2002年8月，留学于英国华威大学（Warwick University），获法学硕士学位；1992年9月-2002年7月，就读于中国政法大学，获法学博士学位。2003年1月至今，任职于清华大学法学院；现为清华大学法学院教授、博士生导师、证据法研究中心主任。2013年1月-2013年5月，担任耶鲁大学访问学者。2013年7月，对李天一强奸事件发表观点，认为“即便是强奸，强奸陪酒女也比强奸良家妇女危害性要小。”。该言论引起网络热议。

## 主要著作
《刑事诉讼法：规则、原理与应用（第四版）》，法律出版社（法学阶梯教材系列），2013年；
《刑事诉讼法精义》，北京大学出版社（法学名师讲堂教材系列），2013年；
《Understanding China's Criminal Procedure》，清华大学出版社，2011年；Homa Publisher's Co., 2013年；
《中国刑诉与中国社会》，北京大学出版社，2010年；
《证据法的体系与精神》，北京大学出版社，2010年；
《陪审团审判与对抗式诉讼》，台北三民书局，2004年；
《沉默的自由》，中欧政法大学出版社，2001年。